# 青師団 (ウクライナ)
青師団（あおしだん）とは、第二次世界大戦中にナチス・ドイツがウクライナで結成した民族戦線。
将来の対ソ戦を予期してドイツ国防軍がウクライナで秘密裏に結成し、実際にバルバロッサ作戦が実施されるとドイツ軍とともに東部戦線を戦った。他にもスペインでも同様の計画があり成功している。師団と呼ばれているが一般的なそれとは意味が違い、軍に近いものである。